# 深海勇士號
深海勇士號是中華人民共和國一個4500米级載人潛水器，也是继蛟龍號潛水器之后中華人民共和國第二台深海载人潜水器。

## 國產化深潛器
深海勇士號重點在於實現95%以上國産化。它的作业能力設定是在水下4500米，但大致上仍沿用蛟龍號的超深度設計，這樣規劃使得壓力循環次數大大提高，經濟性的商業用途成為可能。深海勇士號由中国船舶重工集团702研究所牵头研制。总设计师是胡震，副總設計師是葉聰。2017年8月至10月，深海勇士號在南海進行首次載人深潛試驗。2017年11月30日，深海勇士號正式交付使用。2018年3月11日，深海勇士號首次對公眾開放，民間得以接觸深潛技術並應用。截至2018年，深海勇士號已下潜70多次。2023年該艇發現南海明代沉船兩處，一船的陶瓷文物超十萬件，另一處則是以原木為主，並取樣分析貨品來源，利用深潛器證明自古以來中國人就在南中國海通航經商，海洋絲路並曾有著更豐富的貿易史。